# Catasetum galeritum
Catasetum galeritum är en orkidéart som beskrevs av Heinrich Gustav Reichenbach. Catasetum galeritum ingår i släktet Catasetum och familjen orkidéer. Inga underarter finns listade i Catalogue of Life.